# Habenaria nyikensis
Habenaria nyikensis är en orkidéart som beskrevs av Graham Williamson. Habenaria nyikensis ingår i släktet Habenaria och familjen orkidéer. Inga underarter finns listade i Catalogue of Life.